# Sperry Engineering Company

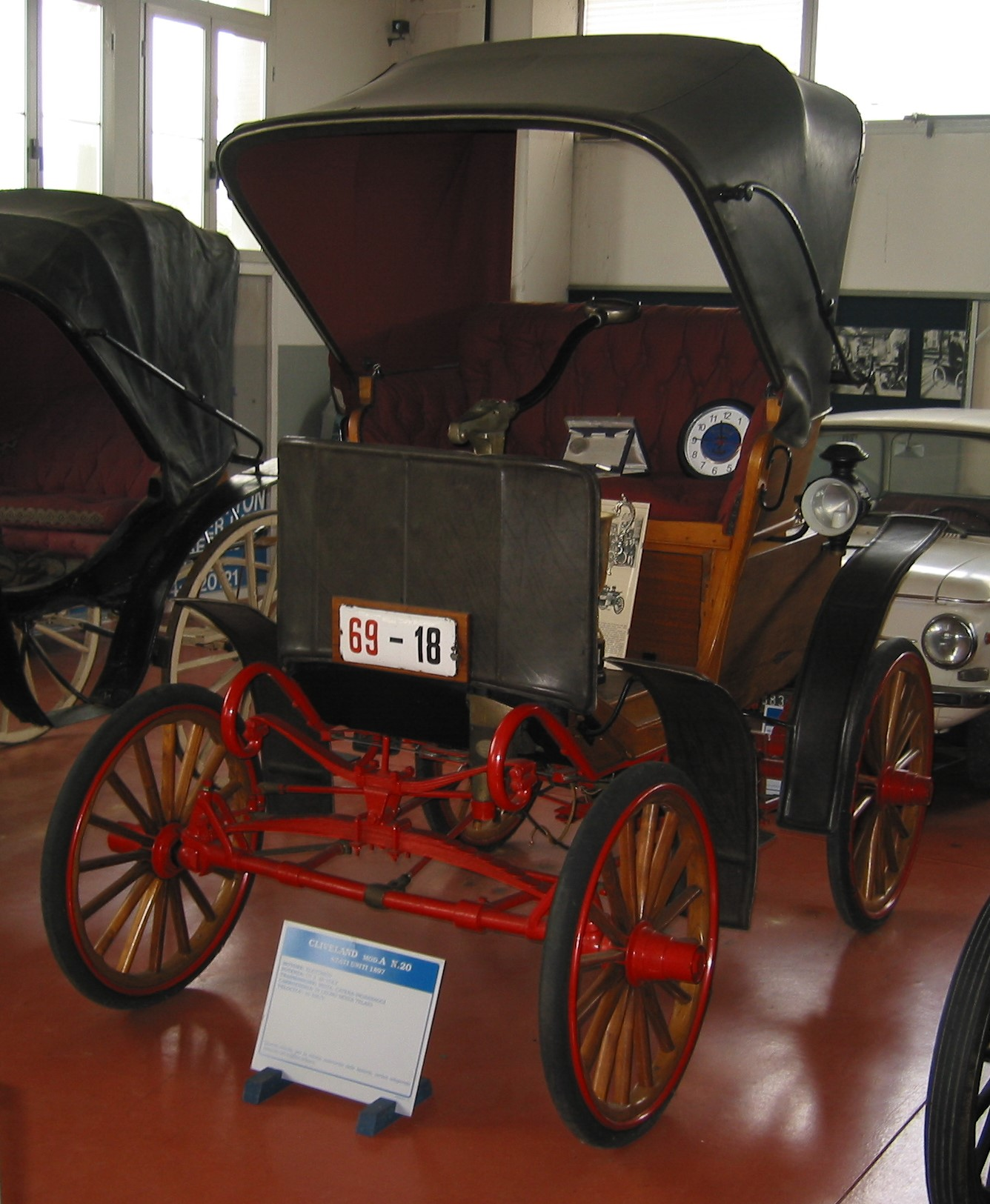
Cleveland, Sperry System von 1899 in einem italienischen Museum

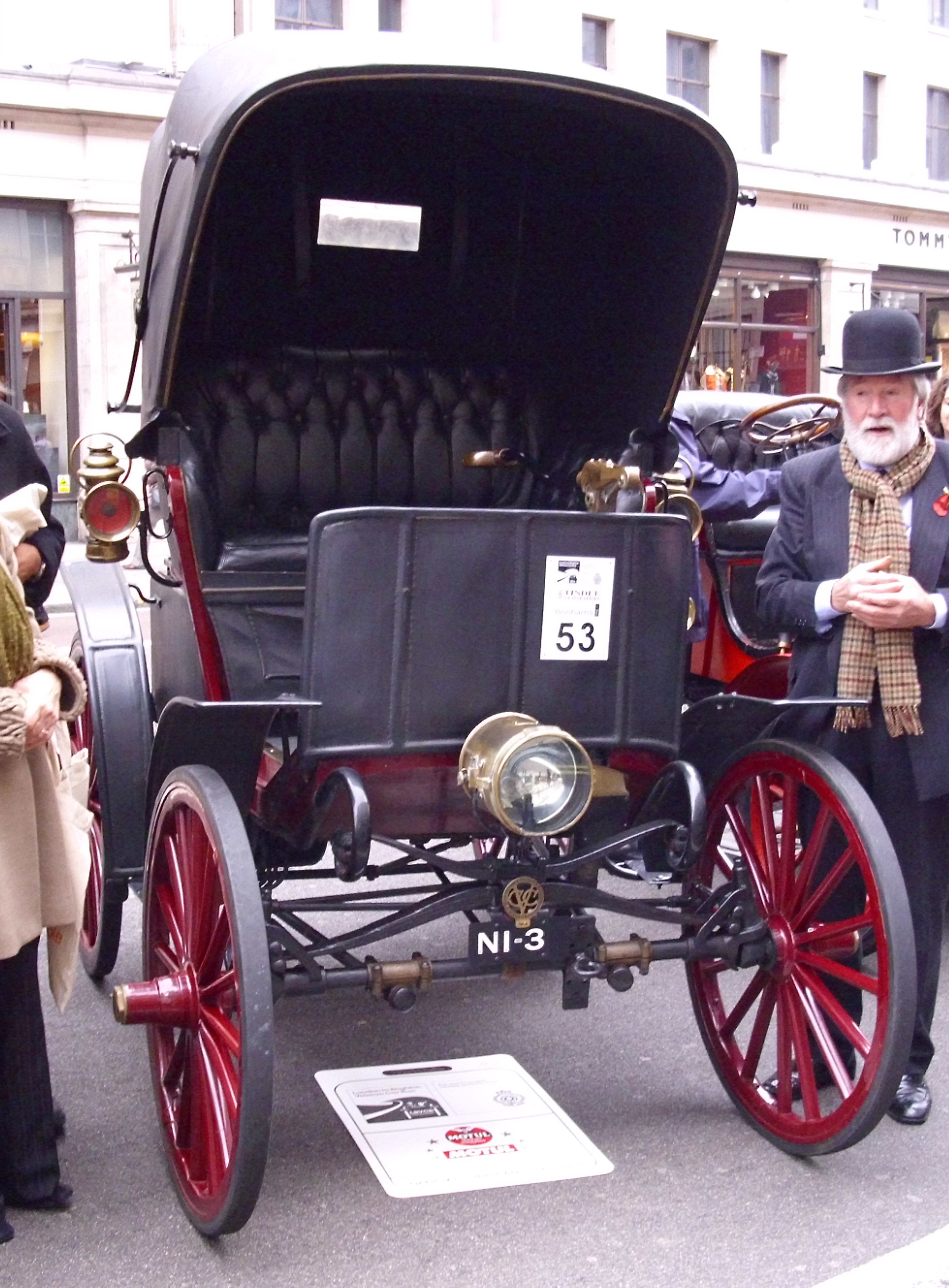
Cleveland, Sperry System von 1900 am Vortag des London to Brighton Veteran Car Run 2011

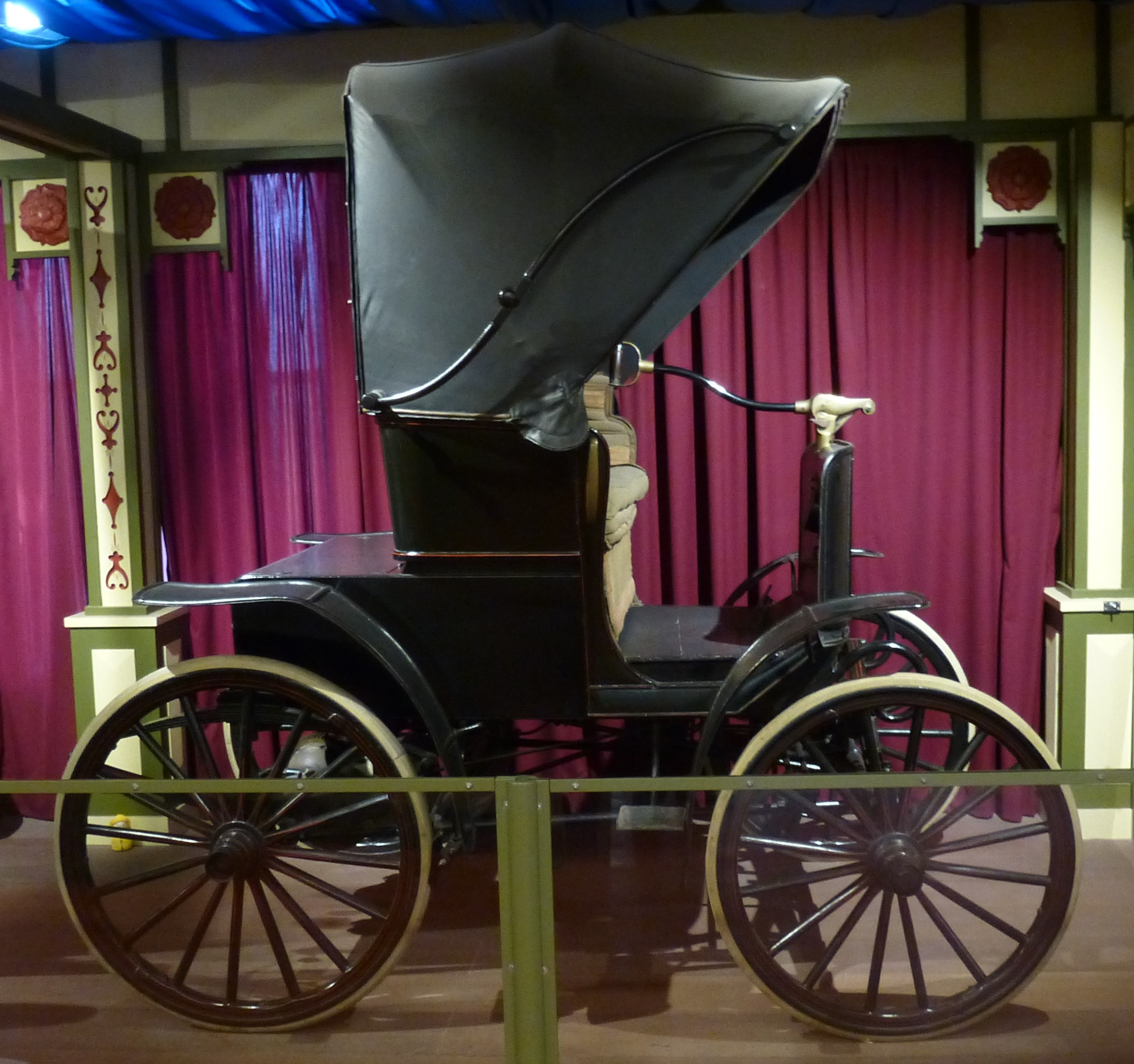
Sperry von 1901 in einem englischen Museum

Sperry Engineering Company war ein US-amerikanischer Hersteller von Automobilen.

## Unternehmensgeschichte
Elmer Ambrose Sperry gründete 1898 das Unternehmen in Cleveland in Ohio. Er entwarf ein Elektroauto, das im Oktober 1898 fertig war. Die Cleveland Machine Screw Company aus der gleichen Stadt übernahm für ihn die Produktion. Der Markenname lautete anfangs Cleveland bzw. in Langform Cleveland, Sperry System und ab 1900 Sperry. 1901 endete die Produktion. Über 100 Fahrzeuge waren alleine nach Frankreich exportiert worden.

## Fahrzeuge
Im Angebot standen ausschließlich Elektroautos. Ein Elektromotor mit 3,5 PS Leistung trieb sie an. 29 km/h Höchstgeschwindigkeit waren angegeben. Offene und geschlossene Karosserien für zwei und vier Personen standen zur Wahl. Ungewöhnlich war die Bedienung mit einem einzigen Hebel, was später viele Konkurrenten von Elektroautos übernahmen.

## Noch existierende Fahrzeuge
Ein Cleveland von 1899 steht in einem italienischen Museum. Es trägt eine Plakette mit der Aufschrift Modèle A Nr. 20 und Boulevard Haussmann, Paris, stammt also aus der Serie von 100 Fahrzeugen, die nach Frankreich exportiert wurden.
Ein Cleveland von 1900 trug das  irische Kennzeichen NI 3 und nahm mehrfach am London to Brighton Veteran Car Run teil. Das Auktionshaus Bonhams versteigerte das Fahrzeug am 31. Oktober 2014 für 58.734 Euro.
Ein Sperry von 1901 steht im Streetlife Museum of Transport in Kingston upon Hull in England.

## Übersicht über Pkw-Marken aus den USA, dieClevelandbeinhalten
| Marke                   | Hersteller                                 | Vermarktungsbeginn | Vermarktungsende | Ort, Bundesstaat        |
| ----------------------- | ------------------------------------------ | ------------------ | ---------------- | ----------------------- |
| Cleveland               | Sperry Engineering Company                 | 1898               | 1900             | Cleveland, Ohio         |
| Cleveland               | General Automobile & Manufacturing Company | 1902               | 1902             | Cleveland, Ohio         |
| Cleveland               | Cleveland Automobile Company (von 1902)    | 1902               | 1904             | Cleveland, Ohio         |
| Cleveland               | Cleveland Motor Car Company                | 1905               | 1909             | New York City, New York |
| Cleveland               | Cleveland Electric Vehicle Company         | 1909               | 1910             | Cleveland, Ohio         |
| Cleveland               | Cleveland Cyclecar Company                 | 1914               | 1914             | Cleveland, Ohio         |
| Cleveland               | Cleveland Automobile Company (von 1919)    | 1919               | 1926             | Cleveland, Ohio         |
| Cleveland Three-Wheeler | American Bicycle Company                   | 1900               | 1901             | Cleveland, Ohio         |